# ال گرگ
آل گرگ 'روستایی  از توابع بخش مركزي شهرستان هيرمند در استان سیستان و بلوچستان.
این روستا در دهستان مارگان قرار دارد و بر اساس سرشماری سال ۱۳۸۵ جمعیت آن (۱۱۵ خانوار) ۶۰۱ نفر 
بوده‌است.

## منبع
1. ↑  «نتایج سرشماری ایران در سال ۱۳۸۵». درگاه ملی آمار. بایگانی‌شده از روی نسخه اصلی در ۲۱ آبان ۱۳۹۲.